# Carl Peter Gustafsson
Carl Peter Gustafsson, född 23 december 1846 i Vissefjärda församling, Kalmar län, död där 15 maj 1916, var en svensk hemmansägare och riksdagsman.
Gustafsson var ledamot av riksdagens andra kammare 1896, invald i Södra Möre domsagas västra valkrets.